# Frankenia portulacifolia
Frankenia portulacifolia är en frankeniaväxtart som först beskrevs av William Roxburgh, och fick sitt nu gällande namn av Spreng.. Frankenia portulacifolia ingår i släktet frankenior, och familjen frankeniaväxter. Inga underarter finns listade i Catalogue of Life.